# Brachymeria ryukyuensis
Brachymeria ryukyuensis is een vliesvleugelig insect uit de familie bronswespen (Chalcididae). De wetenschappelijke naam is voor het eerst geldig gepubliceerd in 1963 door Habu.